# Марија Перковић
Марија Перковић (Врбас, 19 септембар 1970) српска је новинарка, феминисткиња, антиратна активисткиња, чланица Мреже Жена у црном. Фокус њеног деловања је на антимилитаризму,антифашизму и критици политичке економије као темеља капитализма.
Њен активистички ангажман почиње са ратовима у бившој Југославији за време режима Слободана Милошевића  током којег су мобилисани грађани Србије, иако рат никада у Србији није проглашен. Њено активистичко деловање се продужава и на новоизабрану власт 2000. године где наставља критички однос према националистичким и фундаменталистичким стремљењима. У свом јавног говору и кроз уличне протесте она се бори за пуну еманципацију жена, али и мушкараца, која је, како истиче, под сталном претњом социално-политичке климе која одбија суочавање са прошлошћу. 

## Биографија
У Новом Саду завршава средњу школу „Богдан Шупут“ и стиче звање техничарке дизајна графике. ОД 1990-1993. године студира филозофију на унверзитетима у Новом Саду и Београду.
Године 1999. почиње да ради као слободна новинарка и пише за тада опопзициони дневни лист Блиц. Новосадски лист „Војводина“, „ Независни грађански војвођански лист“, сарађује са агенцијом БЕТА и радио станицама Б92, АНЕМ и Радио 021.
Након пада режима Слободана Милошевића радила је за новосадски Дневник, радио Нови Сад, Радио 202 и на локалној врбашкој ТВ станици „Бачка“.
Године 2000. се повлачи из новинарства услед промене уређивачких политика медија за коју сматра да није оставила простор за критичко новинарство. Од 2016. године као колумнисткиња сарађује са јавним гласилом на русинком језику „Руске слово“.
Добитница је награде за најбољег младог новинара у 2002. години. 

## Активизам
Како је подизана у породици левичара чији су преци били учесници НОБ-а и чланови илегалне КПЈ, Марији је, обликованој на марксистичким идејама, активизам дошао природно.
Учествовала је на студентским протестима 1992. године, подржавала је протесте у Врбасу и околним бачким селима. 
Са Јасмином Пецељ Ђурђевић у периоду од 1998-1999.води феминистичке радионице „Моја соба“ у оквиру НГО „Осмех“.
Марија Перковић се придружује мировној мрежи Жена у црном 1999. године и континуирано ради са њима до данас. Са феминситичком теоријом и праксом упознаје се 1992. године, захваљујући феминсткињи из Врбаса Љубинки Трши Ивезић, и солидарној подршци Лепе Млађеновић, која је, у условима  медијске блокаде, слала материјале и информације о мировним и феминистичким иницијативама у мања места по Србији и Војводини.
Од свог придруживања организацији, континуирано ради као едукаторка и водитељка регионалних и међународних мировних семинара и конференција. Од 2011-2015 године је била једна од координаторки на програму „Женски суд – феминистички проступ правди“ који се одвијао на територији бивше СФРЈ.
Један од битних догађаја у мировном покрету Србије и региона јесте заједничко обележевање Дана победе над фашизмом мировних покрета у Србији и Хравтској, први пут након завршетака ратова. Округли столови су паралено одржани  2002. године у главним градовима Хравтске и Србије, а Марија Перковић је у име Жена у црном говорила на скупу у Загребу.
За женски мировни покрет је такође важна тачка ангажмана питање Косова, те је Марија учествовала на две конферемнције Женске мировне коалиције , 2006. и 2007. године које су се са феминистичког становишта бавиле разрешењем кризе. Мировне активисткиње са Косова и из Србије, акценат су ставиле на апсолутни примат људских, а нарочито женских права, и примат концепта хумане безбедности над државним суверенитетом.
Била је говорница на Антифашистичким скуповима у Новом Саду 2007. и 2014. године на којем је истакла да капитализам производи „ратове међу људима, половима и против радничке класе."
Била је коуредница, уредница и ауторка текстова у више издања публикацијe „Жене за мир“, „Неко је рекао феминизам“, „Секуларизам и жене“ из едиције Феминизам, Пацифизам, насиље, „Женски суд-феминистички приступ правди“, „Независни мониторинг примене резолуције 1325 у Србији“ и другима.

### Активистички фокус на националне мањине
Марија Перковић је такође била ангажована у Ромском центру за жене и децу „Даје“ где је у периоду 2016-2017 била коауторка пројекта и ангажована на програму ширења женске ромске мреже у неформалним београдским насељима. Такође је у периоду од 2014-2016 године била ангажована на пројекту подршке Ромкињама у неформалним насељима поплављеним маја 2014. године.
Сматрајући да еманципација жена не може да заобиђе припаднице националне заједнице, и да је потребно да и оне постану видљиве као политички субјект, Марија Перковић у сараднји са новинаркама Новинске агенције Русина креира серијал „ Минијатуре о макси темама“ који се емитовао на Радио Новом Саду. Овај двојезични серијал, на српском и русинком језику, обрађивао је теме национализма, фашизма и милитаризма.
2017. године ради као асистенткиња на програму „Карпатске паралеле“ , који је био емитован на Радио Нови Сад. Овај програм је био намењен младима из  четири различите националне заједнице у Војводини.
2018. године ради на серијалу „Знаменити Русини“ 

### Женски суд и питање ратног злочина силовања
Феминистичка антимилитаристича организација Жене у црном се септембра 1992. године придружује иницијативама међународних организација за људска права и за формирање међународног суда за ратне злочине на терторији бивше Југославије. У заједничкој изјави Жена у црном и организацији СОС телефон за жене и децу жртве насиља из 26. децембра 1992 године се јасно тражи да се силовање у рату прогласи за ратни злочин и да се формира међународни суд за силовање у рату чије би чланице биле искључиво жене. Ова иницијатива се односила на све војнике силоватеље свих војски у свету јер силовање прати све ратове. Велика присутност медија у Заливском рату па затим и у рату на простору Југославије учинила је могућим да се злочин ратног силовања појави у јавности. Жене из Босне и Херцеговине су прве прекинуле ћутање и сексуално злостављање током рата у БиХ је Међународни суд за ратне злочине на подручију бивше Југославије први пут окарактерисао као ратни злочин 12. јуна 2002. године пресудом за случај Фоча.
Мировне активисткиње из бивше Југославије, 18 година касније покрећу иницијативу за формирање Женског суда за бившу Југославију, незадовољне учиноком међународних и домаћих судова за ратне злочине. Марија Перковић  је била координаторка Женског суда у прве две године постојања ове организације као и коуредница читанке „Женски суд“ и јавно је говорила о проблему злочина ратног силовањa и важности суочавања са ратном прошлости.
„Жене су маргинализоване и њихове приче се ретко када чују. Највеће жртве ратова су цивилне жртве, а већину цивилних жртава чине жене, јер жена ће се много теже одбранити од мушкарца који је за време рата углавном наоружан. Један од прећутаних злочина је и ембарго, када су жене на својим плећима изнеле опстанак својих породица у тешким економским условима.“— Марија Перковић, "Блиц", 06.04.2012. текст "Морални, не институционални суд"
Завршница процеса формирања првог Женског суда на територији Европе одиграла се од 7-10 маја 2015. године у Сарајеву.

## Хапшења
Марија Перковић је била организаторка акције гађања фарбом билборда „Шешељ српски јунак“ на централног градском тргу у Врбасу. Због овога је приведена на информативни разговор и против ње је подигнута кривична пријава за ремећење јавног реда и мира.
5. октобра 2011. године почело је рушење радничких барака на Новом Београду. Велики број припадника полиције и комуналне полиције као и градских и општинских службеника се окупило испред барака да подрже рушење. Породицама које су ту живеле није био обезбеђен алтернативни смештај. Полиција је примењивала силу. Марија Перковић је том приликом ухапшена због кривичног дела ометања службеног лица.

## Избор текстова
- Марија Перковић, "Економија бриге – кратак историјски приказ",  ISBN-13: 978-86-85451-51-5
- Неко је рекао феминизам, Heinrich Böll Stiftung ,текст „Женска мировна политика“, стр. 306
- Резолуција 1326, 10 година после, „ О стратегији безбедности Републике Србије“ стра 31-35, ISBN: 9788685451348
- Жене за мир 2009, Марија Перковић „Антимилитаризам и светска економска криза, стр 197-201, ISBN: 978868545128